# 28049 Yvonnealex
28049 Yvonnealex è un asteroide della fascia principale. Scoperto nel 1998, presenta un'orbita caratterizzata da un semiasse maggiore pari a 2,7420062 UA e da un'eccentricità di 0,1528735, inclinata di 8,23731° rispetto all'eclittica.